# Chascanum sessilifolium
Chascanum sessilifolium là một loài thực vật có hoa trong họ Cỏ roi ngựa. Loài này được (Vatke) Moldenke mô tả khoa học đầu tiên năm 1933.